# Marco Minniti

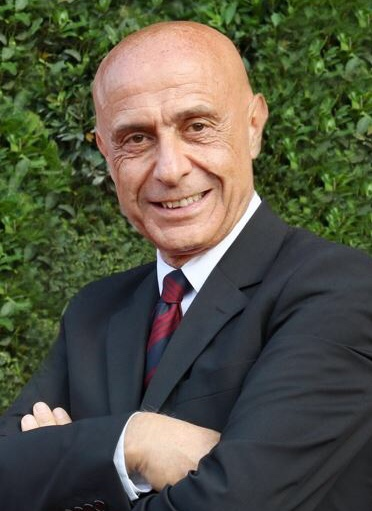
Marco Minniti (2017)

Domenico Luca Marco Minniti (genannt Marco Minniti; * 6. Juni 1956 in Reggio Calabria) ist ein italienischer Politiker des Partito Democratico. Vom 12. Dezember 2016 bis 1. Juni 2018 war er Innenminister Italiens.

## Leben
Nach einem Philosophiestudium begann seine politische Karriere in der Kommunistischen Partei, zunächst auf lokaler und regionaler Ebene in Kalabrien, dann in der Leitung der Nachfolgepartei der Linksdemokraten (Democratici di Sinistra).
1996 errang er bei den Parlamentswahlen ein Direktmandat im Wahlkreis seiner Heimatstadt und zog somit erstmals in die italienische Abgeordnetenkammer ein. Unter Ministerpräsident Massimo D’Alema war er von 1998 bis 2000 Staatssekretär im Amt des Ministerpräsidenten, danach bis 2001 Staatssekretär im Verteidigungsministerium.
Nachdem Minniti 2001 und 2006 wiederum in die Abgeordnetenkammer gewählt worden war, übernahm er im Mai 2006 in der zweiten Regierung von Romano Prodi den Vizeministerposten im Innenministerium. Nach den vorgezogenen Parlamentswahlen im Jahr 2008, in deren Folge Minniti zum vierten Mal in die Abgeordnetenkammer einzog, konzentrierte er sich als Oppositionspolitiker zunächst auf seine Aufgabe als „Schatteninnenminister“ und dann auf Aufgaben in den Leitungsgremien des Partito Democratico: von 2007 bis 2009 war er regionaler Parteivorsitzender in Kalabrien und daneben in der nationalen Parteileitung auch für die Sicherheitspolitik zuständig.
Im Februar 2009 wurde Minniti Vorsitzender des „Sicherheitsforums“ der Demokratischen Partei. Am 1. Dezember 2009 gründete er in Rom die Stiftung Intelligence Culture and Strategic Analysis (ICSA), die sich eine innovative Politik in den Bereichen Sicherheit, Verteidigung und Nachrichtendienste zum Ziel machte. Minniti wurde Vorsitzender, der Ehrenvorsitz ging an den ehemaligen Staatspräsidenten Francesco Cossiga.
Bei den Parlamentswahlen in Italien 2013 wurde Minniti als regionaler Spitzenkandidat in den Senat gewählt. Vom 17. Mai 2013 bis zum 12. Dezember 2016 war er in den Kabinetten Letta und Renzi Staatssekretär im Amt des Ministerpräsidenten und dort zuständig für die Nachrichtendienste Italiens. Am 12. Dezember 2016 übernahm er im Kabinett Gentiloni das Amt des Innenministers.
Am 25. Juli 2017 kündigte Minniti an, dass Schiffe der italienischen Marine die libysche Einheitsregierung in ihrem Kampf gegen die illegale Immigration unterstützen werden. Tatsächlich sanken die Ankünfte von 11.461 Personen im Juli 2017 auf 3.940 Personen im August 2017. Dieser Rückgang wird vor allem auf die Politik des italienischen Innenministers Minniti zurückgeführt.